# Green Ethernet
Зелений ethernet (англ. Green Ethernet) — технологія енергозбереження для Ethernet.
Суть її полягає у раціональному використанні електричної енергії. Комутатор (будь-який мережевий пристрій з підтримкою функції Green Ethernet) періодично опитує свої порти (роз'єми), і якщо підключений пристрій не працює, тобто вимкнено або взагалі не підключено, — порт відключається. Крім цього, спеціальне програмне забезпечення визначає довжину кабелів і в залежності від їх довжини регулює потужність сигналу. За заявами виробника, Green Ethernet дозволяє скоротити енергоспоживання на величину від 45 % до 80 %.